# Lucy Booth-Helberg
Lucy Milward Booth (28. april 1868 – 18. juli 1953) var det ottende og yngste barn af Catherine og William Booth, grundlæggeren af Frelsens Hær.

## Officer i Frelsens Hær
Da Lucy var 16 år gammel tog hun med søsteren Emma til Indien for at arbejde for Frelsens Hær. Emma blev gift med Frederick Tucker i 1888. Booth-Tucker parret flyttede snart efter til London pga. Emmas svigtende helbred, og Lucy fulgte med.
Den 18. oktober 1894 blev Lucy gift med oberst Emanuel Daniel Hellberg, en svensk officer.
Lucy skrev sangen Keep On Believing for Frelsens Hær. Hendes mand døde i 1909. Efterfølgende blev hun leder for Frelsens Hær i Danmark, Norge og Sydamerika før hun gik på pension i 1934. I 1933 modtog hun Frelsens Hærs fornemmeste udmærkelse Grundlæggerens Orden.
"Commissioner Lucy" døde i Bromma-bydelen i Stockholm den 18. juli 1953, i en alder af 85.

## References
1. ↑  Booth Children | The Salvation Army
2. ↑  'HER INFANT CHILD DEAD: BAD NEWS COMES TO MRS.
3. 1 2 3  "Lucy Milward Booth on The Salvation Army International Heritage Centre website". Arkiveret fra originalen 22. marts 2012. Hentet 23. december 2015.

## External links
- Photograph of Emanuel and Lucy Booth-Hellberg on on The Salvation Army International Heritage Centre website Arkiveret 22. marts 2012 hos  Wayback Machine